# Дрейер, Елена Александровна фон
Елена Александровна фон Дрейер (в замужестве Чижова; 1893—1973) — старший лейтенант Советской Армии, кавалер трёх боевых орденов. Сестра Николая Дрейера.

## Биография
Елена Александровна Дрейер — из тверских дворян. Была сестрой милосердия в Первую мировую войну. В 1941 году снова пошла на фронт, с мужем и сыном Ярославом. Муж был убит в бою. Сын погиб в штыковой атаке под стенами Ленинграда.
«За годы войны старшая медсестра Е. А. Чижова спасла сотни солдатских жизней» — «Ленинградская правда» от 9 марта 1945 года.

Елена Чижова писала «Ленинградской правде»:
Пруссия горит. Она горит, как когда-то горели Колпино, Пушкино и Красный Бор. Я в стране, которая убила моего сына. Но я пришла сюда не мстить, а помогать моей армии.

Фронтовой корреспондент Дм. Остров писал: 
«Об этой женщине тепло вспоминают сотни бойцов и командиров, от души желая ей долгой и хорошей жизни. Три её ордена свидетельствуют о бесстрашном сердце русской женщины, идущей с санитарною сумкой по полям боев в Восточной Пруссии»
Последние бои, в которых участвовала Елена Александровна, были за Вену и Прагу. После войны она вернулась в Ленинград, но её квартира была разгромлена прямым попаданием вражеского снаряда. Покинув Ленинград, Елена Чижова переселилась в Печоры.
Валентин Пикуль писал:
Одинокая и доброжелательная ко всему живому, она подбирала на улицах бездомных щенков и кошек, лечила их, кормила, ухаживала
Умерла Елена Чижова 20 октября 1973 году в Печорах.

«С великим прискорбием сообщаю Вам, что наша любимая соседка Чижова Елена Александровна умерла 20/Х 1973 г. Хоронили её 23/Х. П. Я. ИЗОТОВ».

Племянник мужа Елены Александровны, московский хирург Олег Всеволодович Чижов (1926—2008), тогда писал В. Пикулю:

«Похоронили мы тетю на печорском кладбище при большом стечении народа, после соблюдения всех православных обрядов. А впереди гроба несли её боевые ордена и медали, что вызвало немалое удивление всех печорских жителей»

## Миниатюра Пушкина[3]
Елена Чижова была владелицей миниатюры Пушкина. В 1949 году Елена Александровна решила отнести миниатюру в Пушкинский Дом, обосновав подлинность миниатюры семейной легендой:

Надежда Осиповна Пушкина, мать поэта, подарила портрет Софье Матвеевне Мудровой, дочери врача, который был домашним доктором родителей поэта. Дочь Мудрова была выдана за Великопольского, мота и картежника, ныне всеми забытого поэта, памятного, пожалуй, одной лишь строчкой: «Глава „Онегина“ вторая съезжала скромно на туза». Дочь же Великопольских, Надежда Ивановна, стала женою Николая Андреевича Чаплина, моего деда. Мать рассказывала, что эта миниатюра памятна ей с детства как самое драгоценное в нашей семье. Детям даже не позволяли её касаться.

Мнение специалистов из Пушкинского Дома было таково: семейная версия весьма сомнительна; и потому детская миниатюра была ими отвергнута. В 1950 году в Ленинграде гастролировал московский театр имени М. Н. Ермоловой. В заглавной роли выступил актёр В. С. Якут. В антракте Елена Александровна подарила артисту эту миниатюру. Елена Александровна писала, что артист В. С. Якут, «когда открывался Музей (Пушкина) в Москве, спросил моего разрешения сдать портрет в музей, чему я была очень рада, а потом, когда многажды упоминали меня в разных случаях — я очень переживала».
О. В. Гумберто писал:

Скажу честно, что у Елены Александровны, как, впрочем, и у моей мамы, имелись определённые сомнения по поводу того, к т о именно изображён на миниатюре: Пушкин или нет? Теперь об этой миниатюре сложилась целая литература, и мне, автору, лишь остаётся присоединиться к мнению пушкинистов, решивших этот вопрос не в пользу поэта. Конечно, всегда жаль расставаться с красивой легендой, но ради соблюдения истины мы вынуждены с нею проститься. Одно хорошо: споры вокруг этой миниатюры воскресили из забытья образы других людей, тоже достойных нашей памяти, — Мудровых, Великопольских, Чаплиных и, наконец, Дрейеров.

## Семья
- Отец — Александр Николаевич Дрейер (1855—1896).
- Мать — Екатерина Александровна Чаплина (во втором замужестве — Гамалея; 1867—?); её дед со стороны матери — И. Е. Великопольский, прадед — М. Я. Мудров.
- Брат — Н. А. Дрейер.
- Муж — Игорь Владимирович Чижов (1893—1919), сын В. А. Чижова и брат Г. В. Чижова-Холмского.
- Сын — Ярослав Игоревич Чижов (1919—1943).